# Макфадден, Майка
Майка Макфадден (англ. Micah McFadden; 3 января 2000, Тампа, Флорида) — профессиональный американский футболист, выступающий на позиции лайнбекера в клубе НФЛ «Нью-Йорк Джайентс». На студенческом уровне играл за команду Индианского университета. На драфте НФЛ 2022 года был выбран в пятом раунде.

## Биография
Майка Макфадден родился 3 января 2000 года в Тампе. Там же окончил старшую школу имени Хенри Планта, три года играл за её футбольную команду на позиции внешнего лайнбекера. Включался в состав символической сборной звёзд конференции, округа и штата. Установил рекорд школы, сделав 23 захвата в одном матче. После окончания школы поступил в Индианский университет.

### Любительская карьера
В футбольном турнире NCAA Макфадден дебютировал в сезоне 2018 года, сыграв в двенадцати матчах. В 2019 году он стал одним из игроков стартового состава, провёл тринадцать игр. По итогам сезона он стал лидером команды по количеству сделанных захватов и получил командную награду самому выдающемуся игроку защиты.
В 2020 году Макфадден был выбран одним из капитанов «Индианы». Он сыграл во всех восьми матчах сокращённого из-за пандемии COVID-19 сезона. Его шесть сэков стали лучшим результатом конференции Big Ten, по результатам опроса тренеров и журналистов он был включён в сборную звёзд конференции.
Перед стартом сезона 2021 года его называли среди возможных претендентов на награды лучшему защитнику и лайнбекеру NCAA. Макфадден сыграл в двенадцати матчах, третий раз подряд став лидером «Индианы» по числу сделанных захватов. По оценкам Pro Football Focus он стал самым эффективным пас-рашером среди лайнбекеров Big Ten, после окончания сезона его включили в состав второй сборной звёзд конференции.

#### Статистика выступлений в NCAA
| Сезон | Команда         | Игры | Захваты | Захваты | Захваты | Захваты | Захваты | Перехваты | Перехваты | Перехваты | Перехваты | Перехваты | Фамблы | Фамблы | Фамблы | Фамблы |
| Сезон | Команда         | Игры | Solo    | Ast     | Tot     | Loss    | Sk      | Int       | Yds       | Y/R       | TD        | PD        | FR     | Yds    | TD     | FF     |
| ----- | --------------- | ---- | ------- | ------- | ------- | ------- | ------- | --------- | --------- | --------- | --------- | --------- | ------ | ------ | ------ | ------ |
| 2018  | Индиана Хузиерс | 12   | 14      | 6       | 20      | 1,0     | 0,0     | 0         | 0         | 0,0       | 0         | 0         | 0      | 0      | 0      | 1      |
| 2019  | Индиана Хузиерс | 13   | 41      | 19      | 60      | 9,0     | 1,5     | 2         | 14        | 7,0       | 0         | 1         | 0      | 0      | 0      | 0      |
| 2020  | Индиана Хузиерс | 8    | 45      | 14      | 59      | 10,5    | 6,0     | 2         | 0         | 0,0       | 0         | 0         | 0      | 0      | 0      | 0      |
| 2021  | Индиана Хузиерс | 12   | 49      | 28      | 77      | 15,5    | 6,5     | 0         | 0         | 0,0       | 0         | 3         | 1      | 0      | 0      | 1      |
| Всего | Всего           | 45   | 149     | 67      | 216     | 36,0    | 14,0    | 4         | 14        | 3,5       | 0         | 3         | 1      | 0      | 0      | 2      |

### Профессиональная карьера
Перед драфтом НФЛ 2022 года аналитик издания Bleacher Report Деррик Классен оценивал Макфаддена как игрока с большим потенциалом для развития. К его сильным сторонам он относил дисциплинированность, силовой стиль игры, способность действовать на различных позициях, полезность вблизи линии скриммиджа и надёжность на захватах. Среди минусов Классен называл недостаток скорости, короткие руки, ошибки при выборе угла атаки и ограниченные возможности игры в прикрытии.
На драфте Макфадден был выбран «Нью-Йорк Джайентс» в пятом раунде под общим 146-м номером. Сумма его четырёхлетнего контракта с клубом составила 4 млн долларов. На дебютный сезон ему прогнозировали место игрока специальных команд с ограниченными возможностями проявить себя в защите.

#### Статистика выступлений в НФЛ

##### Регулярный чемпионат
| Сезон | Команда           | Игры | Захваты | Захваты | Захваты | Захваты | Захваты | Перехваты | Перехваты | Перехваты | Перехваты | Перехваты | Фамблы | Фамблы | Фамблы | Фамблы |
| Сезон | Команда           | Игры | Solo    | Ast     | Tot     | Loss    | Sk      | Int       | Yds       | Y/R       | TD        | PD        | FR     | Yds    | TD     | FF     |
| ----- | ----------------- | ---- | ------- | ------- | ------- | ------- | ------- | --------- | --------- | --------- | --------- | --------- | ------ | ------ | ------ | ------ |
| 2022  | Нью-Йорк Джайентс | 6    | 7       | 3       | 10      | 0       | 0,0     | 0         | 0         | 0,0       | 0         | 0         | 0      | 0      | 0      | 0      |
| Всего | Всего             | 6    | 7       | 3       | 10      | 0       | 0,0     | 0         | 0         | 0,0       | 0         | 0         | 0      | 0      | 0      | 0      |

* На 20 октября 2022 года